# Gerard Arpey
Gerard J. Arpey (26 de julho de 1958) é o presidente e CEO da AMR Corporation, empresa-mãe da American Airlines. Ele se aposentou recentemente, deixando o cargo de CEO na empresa aérea norte-americana.